# Samantha Mugotsia
Samantha Mugotsia (ou Samantha Mugatsia, née en 1992) est une actrice kényane qui s’est vu décerner le prix d'interprétation féminine au FESPACO 2019.

## Biographie
Samantha Mugotsia, née en 1992 à Nairobi. Elle travaille ponctuellement comme mannequin et est également une musicienne, batteuse dans un groupe local, The Yellow Machine. Elle est enfin étudiante en droit à l'Université catholique d'Afrique de l'Est à Nairob.
À la suite d'une rencontre avec la réalisatrice Wanuri Kahiu, elle se voit confier le rôle de Kena, l'un des deux personnages principaux du film Rafiki. Le film est sélectionné dans différents festivals, dont le festival de Cannes 2018., tout en faisant l'objet d'une censure au Kenya. Le film est en effet consacré à une idylle entre deux femmes, dans un pays où l'homosexualité, en 2018, est interdite,. Son interprétation lui vaut le prix d'interprétation féminine au FESPACO 2019. À Cannes, quelques mois auparavant, la chanteuse burundaise Khadja Nin, membre du jury du festival, a appelé les journalistes à être « attentifs » au sort des deux actrices du film.